# The Spy Who Dumped Me
The Spy Who Dumped Me (bra: Meu Ex É um Espião; prt: O Espião Que Me Tramou) é um filme de comédia de ação estadunidense dirigido por Susanna Fogel e co-escrito por Fogel e David Iserson. O filme é estrelado por Mila Kunis, Kate McKinnon, Justin Theroux e Sam Heughan. O filme foi lançado nos Estados Unidos em 3 de agosto de 2018, pela Lionsgate.

## Sinopse
Audrey e Morgan são duas amigas envolvidas em uma conspiração internacional quando uma delas descobre que seu ex-namorado era na verdade um espião.

## Elenco
- Mila Kunis como Audrey.
- Kate McKinnon como Morgan Freeman.
- Sam Heughan como Sebastian Henshaw.
- Justin Theroux como Drew Thayer.
- Gillian Anderson como Wendy.
- Hasan Minhaj como Duffer.
- Ivanna Sakhno como Nadedja.
- Fred Melamed como Roger.
- Kev Adams como Motorista de Bitteauto Lukas.
- Olafur Darri Olafsson como Mochileiro Finlandês.
- Jane Curtin como Carol.
- Paul Reiser como Arnie.

## Produção
A filmagem principal começou em Budapeste, Hungria, em julho de 2017. Também aconteceu em Amesterdão, em setembro, encerrando o mesmo mês.

## Estreia
The Spy Who Dumped Me estreou no Regency Village Theatre em Los Angeles em 25 de julho de 2018. Seria originalmente lançado em 6 de julho de 2018, mas foi adiado para 3 de agosto de 2018.

## Recepção
The Spy Who Dumped Me recebeu críticas geralmente mistas da crítica e do público. No Rotten Tomatoes, o filme tem uma aprovação de 49%, com base em 172 críticas, com uma classificação de 5,3/10, enquanto do público tem uma aprovação de 71%, com base em 2.262 votos, com uma classificação de 3,8/5.
O Metacritic deu ao filme uma pontuação de 52 em 100, com base em 43 críticas, indicando “críticas mistas”. O público do CinemaScore deu a ele um “B” em uma escala de A + a F, enquanto o PostTrak relatou que os cineastas deram a ele 3 de 5 estrelas. No FilmAffinity, tem uma classificação de 4,9/10, com base em 229 votos.